# Folsomia sexoculata
Folsomia sexoculata är en urinsektsart som först beskrevs av Tycho Fredrik Hugo Tullberg 1871.  Folsomia sexoculata ingår i släktet Folsomia och familjen Isotomidae. Arten är reproducerande i Sverige. Inga underarter finns listade i Catalogue of Life.